# Bodilus oblatus
Bodilus oblatus är en skalbaggsart som beskrevs av Bordat 1996. Bodilus oblatus ingår i släktet Bodilus och familjen Aphodiidae. Inga underarter finns listade.